# Monte Carmelo (paroisse civile)
Pour les articles homonymes, voir Monte Carmelo.
Monte Carmelo est l'une des trois paroisses civiles de la municipalité de Monte Carmelo dans l'État de Trujillo au Venezuela. Sa capitale est Monte Carmelo, chef-lieu de la municipalité.